# 比安扎诺
比安扎诺（義大利語：Bianzano）是意大利贝加莫省的一个市镇。总面积6.63平方公里，人口580人，人口密度87.5人/平方公里（2009年）。国家统计（ISTAT）代码为016026。